# Metasphenisca longulior
Metasphenisca longulior är en tvåvingeart som först beskrevs av Munro 1929.  Metasphenisca longulior ingår i släktet Metasphenisca och familjen borrflugor. Inga underarter finns listade i Catalogue of Life.